# فرد سيمبسون
فرد سيمبسون (بالإنجليزية: Fred Simpson)‏ هو سياسي بريطاني (وحمل سابقاً جنسية المملكة المتحدة لبريطانيا العظمى وأيرلندا)، ولد في 6 نوفمبر 1886 في نوتنغهام في المملكة المتحدة، وتوفي في 23 سبتمبر 1939 في المملكة المتحدة. حزبياً، نشط في حزب العمال. وقد انتخب Lord Mayor of Leeds ‏ (1931 – 1932) وفي الانتخابات العامة في المملكة المتحدة 1935 ‏، انتخب عضو برلمان المملكة المتحدة الـ37 عن دائرة أشتون-أندر-لاين (14 نوفمبر 1935 – 23 سبتمبر 1939).